# Howellictis valentini
Howellictis valentini és una espècie extinta de carnívor de la família dels mustèlids. Visqué durant el Miocè superior en allò que avui en dia és el Txad. Era més petit que el ratel (Mellivora capensis), el seu parent vivent més proper. Se n'han trobat restes fòssils al jaciment de Toros Menalla. El seu nom genèric significa ‘mostela de Howell’ en llatí, mentre que el seu nom específic vol dir ‘de Valentin’.